# Benzalkónium-klorid
A benzalkónium-klorid (INN: benzalkonium chloride) (alkil-dimetil-benzil-ammónium-klorid)  eltérő hosszúságú alkilcsoportokat tartalmazó alkil-benzil-dimetil-ammónium kloridok keveréke. Általában antiszeptikumnak vagy spermicid anyagnak használják. A VIII. Magyar Gyógyszerkönyvben Benzalkonii chloridum    néven hivatalos.  

## Kémia
Az anyag a kvaterner ammóniumvegyületek csoportjába tartozik és kationos felületaktív hatása is van. A C12-C14 alkilhosszúságú változatai mutatják a legerősebb antibakteriális hatást.